# Центр изобразительных искусств имени М. Т. Абрахама
Центр изобразительных искусств им. М. Т. Абрахама является некоммерческой организацией. Его главный офис расположен в г. Бней-Брак (Израиль), а коллекции хранятся в Женеве (Швейцария). Он был основан потомками Мансура Тамира Абрахама после его смерти в 1999 году. Официальной целью Центра является популяризация и расширение общественного признания российского и европейского модернизма, импрессионизма и современного искусства путём коллекционирования произведений искусства, которые могут быть предоставлены во временное пользование «с единственной целью их показа и изучения общественными учреждениями».
По состоянию на 2011 год Центр владеет более чем 300 произведениями искусства, принадлежащими кисти свыше 50 художников, причём основу коллекции составляют европейский и российский модернизм конца 19-го и 20-го веков. Среди художников: Авигдор Ариха, Сальвадор Дали, Наталья Гончарова, Борис Григорьев, Менаше Кадишман, Михаил Ларионов, Лазарь Лисицкий, Казимир Малевич, Хуан Миро, Анри Руссо, Владимир Татлин и Владимир Титов.
Центр владеет самой полной коллекцией скульптур Эдгара Дега, которая не раз передавалась во временное пользование таким учреждениям как Софийская национальная художественная галерея (Болгария) Тель-Авивский музей искусств (Израиль), и Институт современного искусства Валенсии.

## История

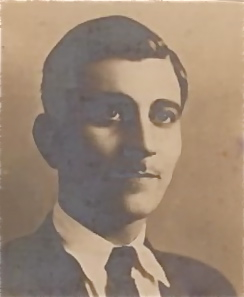
Mansur Tamir Abraham

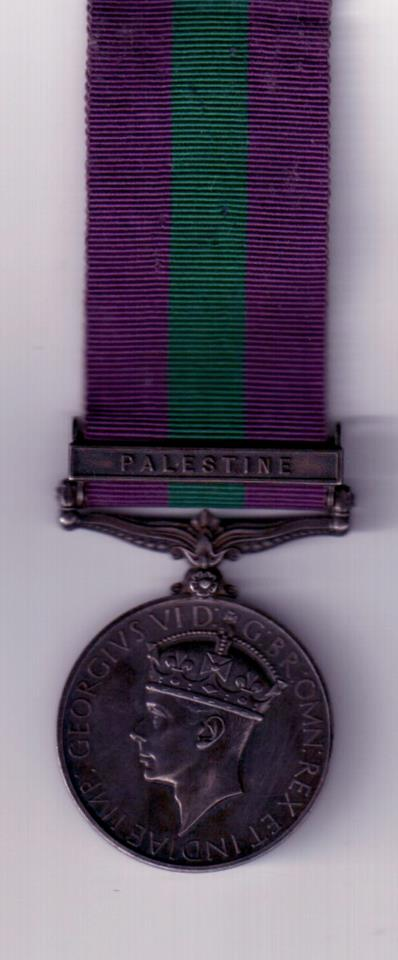
Abraham's George Medal.

Организация была впервые создана в 2004 году семьёй Мансура Тамира Абрахама, который родился 27 апреля 1912 года в г. Аден (Йемен) во времена Британского мандата. М. Т. Абрахам стал ведущим юридическим консультантом в вопросах правовых норм Африки и Азии, и за работу в этой области был награждён Британской медалью Георга. Кроме того, Абрахам был скрупулёзным и страстным коллекционером, специализируясь главным образом в российских и западноевропейских произведениях искусства. Многие из собранных им произведений считались в своё время не представляющими интереса. Абрахам скончался 9 января 1999 года в возрасте 86 лет.
В 2004 году его дети и внуки использовали его коллекцию для основания Центра изобразительных искусств им. М. Т. Абрахама, являющегося некоммерческой организацией. На данный момент президентом Центра является Амир Гросс Кабири. Центр базируется в Женеве (Швейцария). Его офис расположен в г. Бней-Брак (Израиль).

## Миссия
Официальной миссией Центра является популяризация и расширение общественного признания российского и европейского модернизма, импрессионизма и современного искусства путём коллекционирования произведений искусства «с единственной целью их показа и изучения общественными учреждениями». Центр предоставляет ссуды, посредством которых произведения искусства становятся доступными для открытых выставок в аккредитированных учреждениях, в том числе музеях, которые не имели бы финансовой возможности организовывать такие выставки.
Образовательной миссией Центра является спонсорство «выставок, которые бы способствовали пониманию ценности искусства, его истории, контекста и значимости.» Спонсируемые Центром выставки сопровождаются учебно-образовательными программами для детей и молодежи, проводимыми художниками, просветителями и другими профессионалами в области искусства. Центр также предоставляет поддержку молодым художникам и тем, кто изучает иудаику.

## Коллекции
По состоянию на 2011 год Центр владеет более чем 300 произведениями искусства, принадлежащими кисти свыше 50 художников. Основу коллекции составляют европейский и российский модернизм конца XIX и XX веков. Этот период охватывает такие художественные течения как импрессионизм, постимпрессионизм, конструктивизм, кубизм, кубофутуризм, нео-примитивизм, лучизм, супрематизм и футуризм. Ниже приводится неполный список художников, работы которых вошли в коллекцию:
| - Авигдор Ариха - Алексей Хвостенко - Сальватор Дали - Эдгар Дега - Наталья Гончарова - Борис Григорьев - Менаше Кадишман - Рафи Кайзер - Борис Кляйнт | - Моше Куперман - Михаил Ларионов - Ури Лившиц - Надав Лившиц - Лазарь Лисицкий - Казимир Малевич - Цви Мильштейн - Хуан Миро - Вера Пестель | - Николай Пиросманишвили - Владимир Б. Розин - Анри Руссо - Давид Штеренберг - Сергей Сенкин - Владимир Татлин - Владимир Титов |